# Élections législatives indonésiennes de 2009
Les élections législatives indonésiennes de 2009 se sont tenues le 9 avril 2009.

## Résultats
| Suffrages exprimés                                                                    | Suffrages exprimés | Suffrages exprimés | 104 048 118 |             | 560 sièges à pourvoir | 560 sièges à pourvoir |
|                                                                                       |                    |                    |             |             |                       |                       |
| Liste                                                                                 |                    |                    | Suffrages   | Pourcentage | Sièges acquis         | Var.                  |
| Parti démocrate (Partai Demokrat, PD)                                                 |                    |                    | 21 655 295  | 20,81 %     | 148 / 560             | +93                   |
| Golkar (Partai Golongan Karya, Golkar)                                                |                    |                    | 15 031 497  | 14,45 %     | 106 / 560             | -22                   |
| Parti démocratique indonésien de lutte (Partai Demokrasi Indonesia Perjuangan, PDI-P) |                    |                    | 14 576 388  | 14,01 %     | 94 / 560              | -15                   |
| Parti de la justice et de la prospérité (Partai Keadilan Sejahtera, PKS)              |                    |                    | 8 204 946   | 7,89 %      | 57 / 560              | +12                   |
| Parti du mandat national (Partai Amanat Nasional, PAN)                                |                    |                    | 6 273 462   | 6,03 %      | 46 / 560              | -7                    |
| Parti pour l'unité et le développement (Partai Persatuan Pembangunan, PPP)            |                    |                    | 5 544 332   | 5,33 %      | 38 / 560              | -20                   |
| Parti du réveil national (Partai Kebangkitan Bangsa, PKB)                             |                    |                    | 5 146 302   | 4,95 %      | 28 / 560              | -24                   |
| Partai Gerakan Indonesia Raya, Gerindra                                               |                    |                    | 4 642 795   | 4,46 %      | 26 / 560              | n/a                   |
| Partai Hati Nurani Rakyat, Hanura                                                     |                    |                    | 3 925 620   | 3,77 %      | 17 / 560              | n/a                   |
| Autres                                                                                |                    |                    | 19 047 481  | 18,31 %     | 0 / 560               | n/a                   |